# Mohammed Jahfali
Mohammed Yahya Jahfali (in arabo محمد يحيى جحفلي‎?; 24 ottobre 1990) è un calciatore saudita, difensore dell'Al-Kholood.

## Carriera

### Club
Ha giocato nella prima divisione saudita.

### Nazionale
Nel 2018 ha giocato 2 partite con la nazionale saudita.

## Palmarès

### Club

#### Competizioni nazionali
- Campionato saudita: 3

Al-Hilal: 2016-2017, 2017-2018, 2023-2024
- Coppa del Re dei Campioni: 2

Al-Hilal: 2015, 2017
- Coppa della Corona del Principe saudita: 1

Al-Hilal: 2016
- Supercoppa saudita: 2

Al-Hilal: 2015, 2018

#### Competizioni internazionali
- AFC Champions League: 1

Al-Hilal: 2021